# Основна теорема про лишки

Випадок жорданової кривої γ у області U і особливих точок a_{n}.

Основна теорема про лишки — результат в комплексному аналізі, що має важливе застосування для обчислення криволінійних інтегралів голоморфних функцій, а також для обчислення деяких дійсних інтегралів і суми рядів певного типу. Є узагальненням інтегральної формули Коші і інтегральної теореми Коші.

## Твердження
Нехай U — відкрита, однозв'язна підмножина комплексної площини {\displaystyle \mathbb {C} }, z1,…,zn множина особливих точок у U і f — функція що є голоморфною у множині U — {z1,…,zn}. Якщо γ — деяка замкнута спрямлювана крива у U, якій не належать zk. Тоді :
{\displaystyle \oint _{\gamma }f(z){\text{d}}z=2\pi i\sum _{k=1}^{n}\operatorname {Res} (f,z_{k})\,\mathrm {Ind} _{\gamma }(z_{k}).}
В даній рівності, Res(f,zk) позначає лишок функції f в точці zk, а {\displaystyle \mathrm {Ind} _{\gamma }(z_{k})} індекс контуру γ відносно точки zk.
Дане число може бути визначене за формулою:
{\displaystyle \operatorname {Ind} _{\gamma }(z_{k})={\frac {1}{2\pi i}}\int _{\gamma }{\frac {{\text{d}}z}{z-z_{k}}}.}
Замітка. У найпоширенішому випадку крива вважається жордановою, тобто вона ніде не перетинається сама з собою. В такому випадку крива розбиває область U на дві частини внутрішню та зовнішню. Для внутрішніх особливих точок (як на малюнку) в таких випадках {\displaystyle \mathrm {Ind} _{\gamma }(z_{k})=1}, для зовнішніх {\displaystyle \mathrm {Ind} _{\gamma }(z_{k})=0} і їх можна не враховувати. Тоді рівність із твердження теореми перепишеться:
{\displaystyle \oint _{\gamma }f(z){\text{d}}z=2\pi i\sum _{k=1}^{n}\operatorname {Res} (f,z_{k})}
де сума береться по всіх внутрішніх особливих точках.

## Доведення
Нехай F — множина особливих точок функції f, і для {\displaystyle z_{0}\in F}, функція допускає розклад у ряд Лорана в деякому проколотому диску {\displaystyle D(z_{0},r)\backslash \{z_{0}\}} радіуса {\displaystyle r>0} з центром у точці {\displaystyle z_{0}} :
{\displaystyle f(z)=\sum _{n\in \mathbb {Z} }b_{z_{0},n}(z-z_{0})^{n}}
Нехай {\displaystyle h_{z_{0}}} ряд, визначений із сингулярної частини ряду Лорана :
{\displaystyle h_{z_{0}}(z)=\sum _{-\infty }^{-1}b_{z_{0},n}(z-z_{0})^{n}}
Він є нормально збіжним на компактних підмножинах {\displaystyle U-\{z_{0}\}} .
Визначимо функцію g у всій множині U як:
{\displaystyle g(z)=f(z)-\sum _{z_{i}\in F}h_{z_{i}}(z)}
Дана функція є голоморфною в усій області U і тому згідно з інтегральною теоремою Коші:
{\displaystyle \oint _{\gamma }g(z)dz=0}
згідно з визначенням функції g :
{\displaystyle \oint _{\gamma }f(z)dz=\sum _{z_{i}\in F}\oint _{\gamma }h_{z_{i}}(z)dz}
Зважаючи на нормальну збіжність {\displaystyle h_{z_{i}}} можна записати :
{\displaystyle \oint _{\gamma }h_{z_{i}}(z)dz=\sum _{-\infty }^{-1}b_{z_{i},n}\oint _{\gamma }(z-z_{i})^{n}dz}
Обчислюючи інтеграли одержуємо :
{\displaystyle \oint _{\gamma }(z-z_{i})^{n}dz={\begin{cases}2i\pi \mathrm {Ind} _{\gamma }(z_{i})&n=-1\\0&n\neq -1\end{cases}}}
Об'єднавши дві попередні формули можна одержати:
{\displaystyle \oint _{\gamma }f(z)dz=2i\pi \sum _{z_{i}\in F}b_{z_{i},-1}\mathrm {Ind} _{\gamma }(z_{i})}
і згадавши визначення лишка одержуємо необхідний результат:
{\displaystyle \oint _{\gamma }f(z)dz=2i\pi \sum _{z_{i}\in F}\mathrm {Res} (f,z_{i})\mathrm {Ind} _{\gamma }(z_{i})}